# Димо Тръмбешки
Димо Юрданов Тръмбешки е български офицер, подпоручик.

## Биография
Димо Тръмбешки е роден на 1 август 1865 г. в с. Горски Долен Тръмбеш, Горнооряховско. Баща му и брат му са убити в Руско-турската война (1877-1878). Първоначално образование получава в Еленската даскалоливница. Постъпва във Военното училище в София (1882). По време на Сръбско-българската война (1885) е портупей-юнкер. Командва полурота в първа дружина на 5-и пехотен Дунавски полк. Сражава се на Сливнишката позиция и Синята чука. Произведен е в звание подпоручик на 3 декември 1885 г. Награден с Орден „За храброст“ IV ст.
След войната служи в 5-и пехотен Дунавски полк в Русе. Участва в детронацията на Княз Александър I Батенбер на 9 август 1886 г. и в Русенския бунт на офицерите-русофили на 19 февруари/1 март 1887 г. Осъден е от военнополеви съд на смърт и разстрелян на 22 февруари/6 март 1887 г. в местността Левен табия край Русе заедно с майор Атанас Узунов, майор Олимпи Панов, капитан Георги Зеленогоров, подпоручик Кожухарски, подпоручик Енчев, подпоручик Божински, Тома Кърджиев и Александър Цветков.